# Gonnario Comita de Lacon-Gunale
Gonnario I de Lacon-Gunale, nome completo Gonnario Comita de Lacon-Gunale (... – 1038), secondo alcune cronache inaffidabili sarebbe stato il primo giudice del Regno di Arborea dal 1015 al 1038. Gli studi condotti da Francesco Cesare Casula hanno tentato senza esito di avallare sia la sua effettiva esistenza, sia l'ipotesi della coincidenza tra il presunto Gonnario Comita con il Comita di Torres citato dal condaghe di Santa Maria di Bonarcado.

## Biografia
Non esistono dati affidabili sulla esistenza di questo personaggio, fonti tarde citate da Giovanni Francesco Fara lo dicono originario del Logudoro e proveniente quindi dal Giudicato di Torres, secondo Francesco Cesare Casula probabilmente divenne Giudice di Arborea (e sarebbe stato il primo a possedere tale carica) attorno all'anno 1000 e sarebbe stato a capo dei due giudicati nel periodo dell'invasione musulmana di Mujāhid al-'Āmirī, signore di Dénia negli anni 1015 - 1026. Per fronteggiare le invasioni avrebbe chiesto aiuto al Papa, il quale a sua volta sollecitò un intervento ad alcuni signori genovesi e pisani. All'epoca ancora Repubbliche marinare nascenti, colsero tale richiesta come un'importante occasione per la propria espansione. Come già detto, però, Gonnario Comita I, deve considerarsi un personaggio leggendario.
Il suo successore fu Torchitorio Barisone I.